# Singoli al numero uno nella Billboard Hot 100 nel 1985
La Billboard Hot 100 è la classifica dei singoli più venduti negli Stati Uniti d'America redatta dal magazine Billboard.

## HOT 100

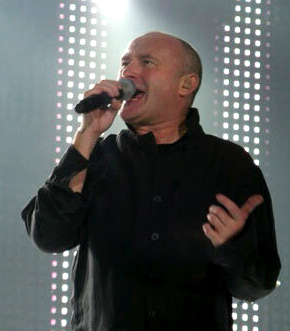
Phil Collins piazzò tre suoi diversi singoli al primo posto nel 1985.

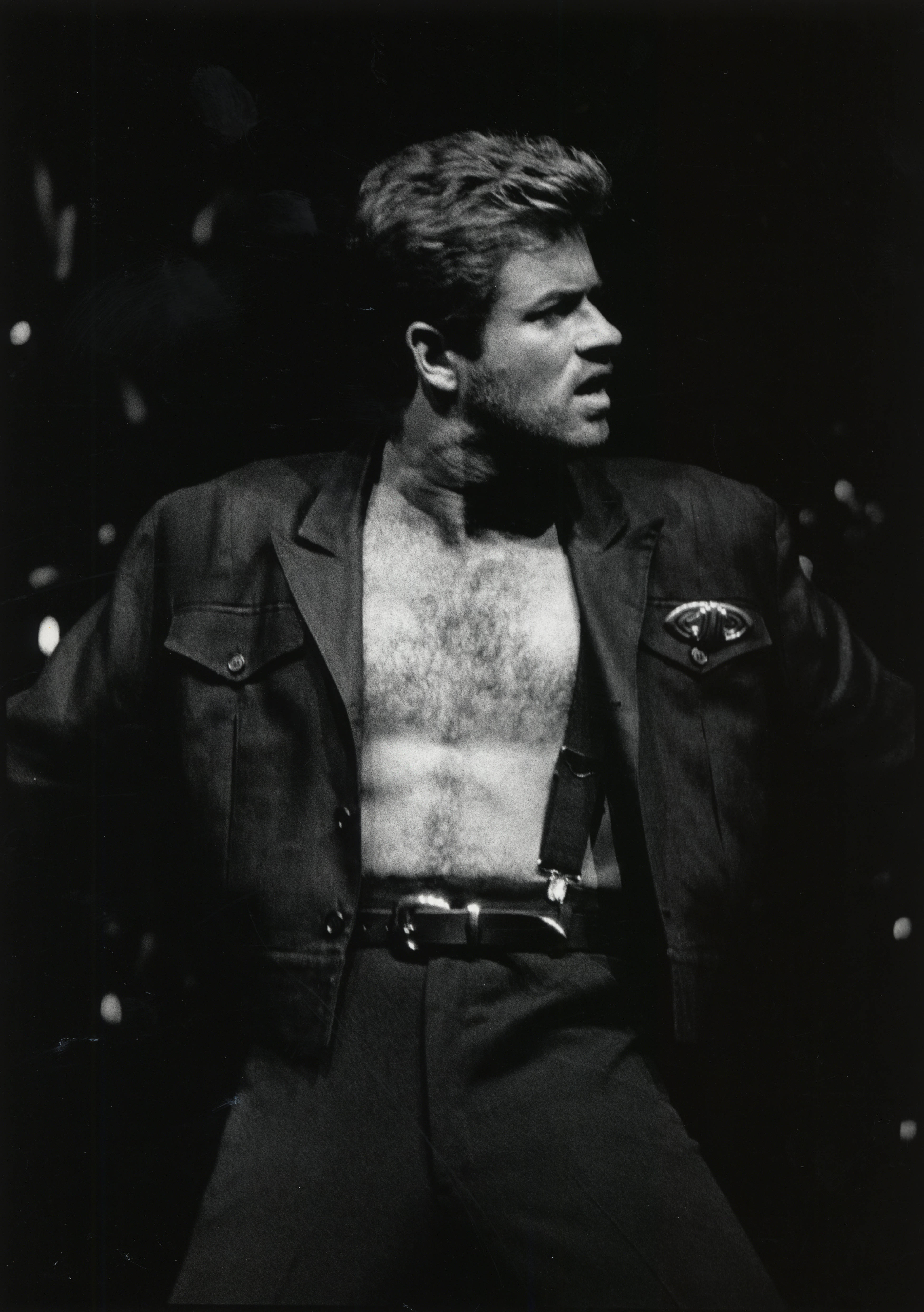
George Michael ottenne il suo primo successo come solista raggiungendo la vetta della classifica con Careless Whisper.

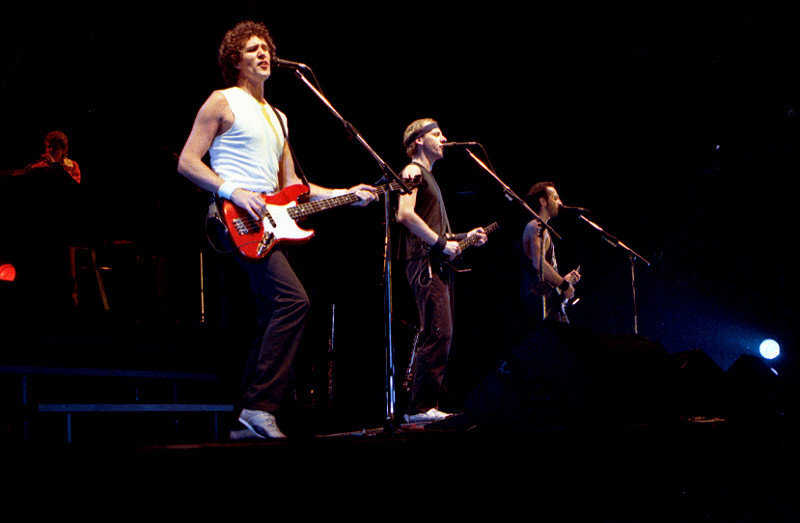
I Dire Straits trascorsero tre settimane consecutive al primo posto con Money for Nothing.

| la canzone contrassegnata con lo sfondo giallo si è aggiudicata il titolo di singolo numero 1 nella classifica cumulativa di fine anno del 1985 di Billboard. |

| Data di Pubblicazione | Canzone                             | Artista                         | Fonte  |
| --------------------- | ----------------------------------- | ------------------------------- | ------ |
| 5 gennaio             | "Like a Virgin"                     | Madonna                         | [ 1 ]  |
| 12 gennaio            | "Like a Virgin"                     | Madonna                         | [ 2 ]  |
| 19 gennaio            | "Like a Virgin"                     | Madonna                         | [ 3 ]  |
| 26 gennaio            | "Like a Virgin"                     | Madonna                         | [ 4 ]  |
| 2 febbraio            | "I Want to Know What Love Is"       | Foreigner                       | [ 5 ]  |
| 9 febbraio            | "I Want to Know What Love Is"       | Foreigner                       | [ 6 ]  |
| 16 febbraio           | "Careless Whisper"                  | Wham! featuring George Michael  | [ 7 ]  |
| 23 febbraio           | "Careless Whisper"                  | Wham! featuring George Michael  | [ 8 ]  |
| 2 marzo               | "Careless Whisper"                  | Wham! featuring George Michael  | [ 9 ]  |
| 9 marzo               | "Can't Fight This Feeling"          | REO Speedwagon                  | [ 10 ] |
| 16 marzo              | "Can't Fight This Feeling"          | REO Speedwagon                  | [ 11 ] |
| 23 marzo              | "Can't Fight This Feeling"          | REO Speedwagon                  |        |
| 30 marzo              | "One More Night"                    | Phil Collins                    | [ 12 ] |
| 6 aprile              | "One More Night"                    | Phil Collins                    | [ 13 ] |
| 13 aprile             | "We Are the World"                  | USA for Africa                  | [ 14 ] |
| 20 aprile             | "We Are the World"                  | USA for Africa                  | [ 15 ] |
| 27 aprile             | "We Are the World"                  | USA for Africa                  | [ 16 ] |
| 4 maggio              | "We Are the World"                  | USA for Africa                  | [ 17 ] |
| 11 maggio             | "Crazy for You"                     | Madonna                         | [ 18 ] |
| 18 maggio             | "Don't You (Forget About Me)"       | Simple Minds                    | [ 19 ] |
| 25 maggio             | "Everything She Wants"              | Wham!                           | [ 20 ] |
| 1 giugno              | "Everything She Wants"              | Wham!                           | [ 21 ] |
| 8 giugno              | "Everybody Wants to Rule the World" | Tears for Fears                 | [ 22 ] |
| 15 giugno             | "Everybody Wants to Rule the World" | Tears for Fears                 | [ 23 ] |
| 22 giugno             | "Heaven"                            | Bryan Adams                     | [ 24 ] |
| 29 giugno             | "Heaven"                            | Bryan Adams                     | [ 25 ] |
| 6 luglio              | "Sussudio"                          | Phil Collins                    | [ 26 ] |
| 13 luglio             | "A View to a Kill"                  | Duran Duran                     | [ 27 ] |
| 20 luglio             | "A View to a Kill"                  | Duran Duran                     | [ 28 ] |
| 27 luglio             | "Everytime You Go Away"             | Paul Young                      | [ 29 ] |
| 3 agosto              | "Shout"                             | Tears for Fears                 | [ 30 ] |
| 10 agosto             | "Shout"                             | Tears for Fears                 | [ 31 ] |
| 17 agosto             | "Shout"                             | Tears for Fears                 | [ 32 ] |
| 24 agosto             | "The Power of Love"                 | Huey Lewis and the News         | [ 33 ] |
| 31 agosto             | "The Power of Love"                 | Huey Lewis and the News         | [ 34 ] |
| 7 settembre           | "St. Elmo's Fire (Man in Motion)"   | John Parr                       |        |
| 14 settembre          | "St. Elmo's Fire (Man in Motion)"   | John Parr                       | [ 35 ] |
| 21 settembre          | "Money for Nothing"                 | Dire Straits                    | [ 36 ] |
| 28 settembre          | "Money for Nothing"                 | Dire Straits                    | [ 37 ] |
| 5 ottobre             | "Money for Nothing"                 | Dire Straits                    | [ 38 ] |
| 12 ottobre            | "Oh Sheila"                         | Ready for the World             | [ 39 ] |
| 19 ottobre            | "Take on Me"                        | a-ha                            | [ 40 ] |
| 26 ottobre            | "Saving All My Love for You"        | Whitney Houston                 | [ 41 ] |
| 2 novembre            | "Part-Time Lover"                   | Stevie Wonder                   | [ 42 ] |
| 9 novembre            | "Miami Vice Theme"                  | Jan Hammer                      | [ 43 ] |
| 16 novembre           | "We Built This City"                | Starship                        | [ 44 ] |
| 23 novembre           | "We Built This City"                | Starship                        | [ 45 ] |
| 30 novembre           | "Separate Lives"                    | Phil Collins and Marilyn Martin | [ 46 ] |
| 7 dicembre            | "Broken Wings"                      | Mr. Mister                      | [ 47 ] |
| 14 dicembre           | "Broken Wings"                      | Mr. Mister                      | [ 48 ] |
| 21 dicembre           | "Say You, Say Me"                   | Lionel Richie                   | [ 49 ] |
| 28 dicembre           | "Say You, Say Me"                   | Lionel Richie                   | [ 50 ] |